# Minendra Rijal
Pour les articles homonymes, voir Rijal.
Minendra Rijal (मिनेन्द्र रिजा), né le 1er octobre 1957 à Dharan, est un homme politique népalais, membre du Congrès népalais. 
Il est ministre de l'Information et des Communications de 2014 à 2015 et ministre de la Défense en 2021.